# Джефферсон (округ, Міссурі)
Шаблон:StateAbbr_ 38°16′ пн. ш. 90°32′ зх. д. / 38.26° пн. ш. 90.54° зх. д.
Округ Джефферсон (англ. Jefferson County) — округ (графство) у штаті Міссурі, США. Ідентифікатор округу 29099.

## Історія
Округ утворений 1818 року.

## Демографія
За даними перепису
2000 року
загальне населення округу становило 198099 осіб, зокрема міського населення було 129456, а сільського — 68643.
Серед мешканців округу чоловіків було 98490, а жінок — 99609. В окрузі було 71499 домогосподарств, 54528 родин, які мешкали в 75586 будинках.
Середній розмір родини становив 3,12.
Віковий розподіл населення поданий у таблиці:
| Стать    | До 15 років | 15-21 | 22-29 | 30-39 | 40-49 | 50-65 | 65-85 | Понад 85 |
| -------- | ----------- | ----- | ----- | ----- | ----- | ----- | ----- | -------- |
| Чоловіки | 23631       | 10181 | 9532  | 16331 | 16247 | 14757 | 7331  | 480      |
| Жінки    | 22063       | 9677  | 9737  | 16750 | 15960 | 15034 | 9098  | 1290     |

## Суміжні округи
- Сент-Луїс — північ
- Монро, Іллінойс — схід
- Сент-Дженев'єв — південний схід
- Сент-Франсуа — південь
- Вашингтон — південний захід
- Франклін — захід

## Виноски
1. ↑  U.S. Decennial Census. United States Census Bureau. Архів оригіналу за 26 квітня 2015. Процитовано 16 листопада 2014.
2. ↑  Historical Census Browser. University of Virginia Library. Архів оригіналу за 11 серпня 2012. Процитовано 16 листопада 2014.
3. ↑  Population of Counties by Decennial Census: 1900 to 1990. United States Census Bureau. Архів оригіналу за 3 грудня 2014. Процитовано 16 листопада 2014.
4. ↑  Census 2000 PHC-T-4. Ranking Tables for Counties: 1990 and 2000 (PDF). United States Census Bureau. Архів (PDF) оригіналу за 18 грудня 2014. Процитовано 16 листопада 2014.
5. ↑  State & County QuickFacts. United States Census Bureau. Архів оригіналу за 7 червня 2011. Процитовано 9 вересня 2013.(англ.) Наведено за англійською вікіпедією.
6. ↑  QuickFacts. Jefferson County, Missouri. United States Census Bureau. Архів оригіналу за 9 серпня 2019. Процитовано 9 серпня 2019.
7. ↑  American FactFinder. Бюро перепису населення США. Архів оригіналу за 21 травня 2008. Процитовано 31 січня 2008.

| США | Це незавершена стаття з географії США. Ви можете допомогти проєкту, виправивши або дописавши її. |